# Pravi tjulnji
Pravi tjulnji (znanstveno ime Phocidae) so družina morskih sesalcev iz skupine plavutonožcev, v katero uvrščamo 19 danes živečih vrst, znanih kot tjulnji, morski sloni in medvedjice. Posebno ljudsko poimenovanje ima še morski leopard. Živijo večinoma v hladnih morjih okoli polov, razen medvedjic, ki so razširjene v tropskih morjih in Sredozemlju.

## Opis
Kot ostali plavutonožci so specializirani za življenje v vodi, s hidrodinamičnim telesom brez štrlin in okončinami, preobraženimi v plavuti. Od druge glavne skupine plavutonožcev – uhatih tjulnjev – se razlikujejo zlasti po tem, da za poganjanje pod vodo uporabljajo predvsem zadnje okončine, sprednje pa molijo nad površino trupa le malo več od predela zapestja in imajo vlogo krmiljenja. Pod vodo so okretnejši od uhatih tjulnjev, na kopnem pa nasprotno, saj so njihove okončine manj gibljive.
Razlikujemo dve glavni skupini, južne (Monachinae) in (Phocinae) severne prave tjulnje. Obsegajo velik razpon telesnih velikosti in teže, od manj kot 50 kg pri kolobarjastem tjulnju do več kot 3 tone pri samcih južnomorskega slona, ki v dolžino zrastejo skoraj 5 m in so največji plavutonožci sploh. Izrazita spolna dvoličnost, po kateri so znani uhati tjulnji, je pri pravih tjulnjih znana samo za morske slone, katerih samci so trikrat večji od samic, pri ostalih pa se spola ne razlikujeta bistveno oz. so samice nekoliko večje od samcev.
Večinoma se prehranjujejo oportunistično s plenjenjem morskih rib in mehkužcev, le nekaj vrst je bolj specializiranih. Posledično je njihovo zobovje preprosto grajeno. Zaradi okornosti na kopnem večina polarnih vrst polega mladiče na plavajočih ledenih ploščah, kjer ni plenilcev.

## Taksonomija
Še do nedavna je veljalo prepričanje, da si pravi tjulnji delijo skupnega prednika s kunami, uhati tjulnji pa z mroži in medvedi, sodobna molekularna študija pa je pokazala, da so vsi plavutonožci najbližje sorodni kunam.
Opisanih je 19 vrst, od tega ena – karibska medvedjica – verjetno izumrla v sredini 20. stoletja:
- poddružina Monachinae
  - sredozemska medvedjica (Monachus monachus)
  - karibska medvedjica (Neomonachus tropicalis)
  - havajska medvedjica (Neomonachus schauinslandi)
  - severnomorski slon (Mirounga angustirostris)
  - južnomorski slon (Mirounga leonina)
  - Rossov tjulenj (Ommatophoca rossi)
  - rakar (Lobodon carcinophagus)
  - morski leopard (Hydrurga leptonyx)
  - Weddellov tjulenj (Leptonychotes weddellii)
- poddružina Phocinae
  - kapičasti tjulenj (Cystophora cristata)
  - brkati tjulenj (Erignathus barbatus)
  - navadni tjulenj (Phoca vitulina)
  - pikčasti tjulenj (Phoca largha)
  - kolobarjasti tjulenj (Pusa hispida)
  - bajkalski tjulenj (Pusa sibirica)
  - kaspijski tjulenj (Pusa caspica)
  - grenlandski tjulenj (Pagophilus groenlandicus)
  - pasasti tjulenj (Histriophoca fasciata)
  - sivi tjulenj (Halichoerus grypus)